# Jumento Cotentin
O jumento Cotentin, também chamado de jerico Cotentin, jegue-mulo-francês, mula-jegue, mula Cotentin, asno-selvagem-francês e jegue Cotentin em certos países, e menos popularmente conhecido como rocula, asno-poitou e asno-mula-poitvin. É mais conhecido em relação a maternidade do bardoto-kabartin (na hibridação do francês cotentin e do russo Кабардинская лошадь (Kabardinskaya loshad'), híbrido do cavalo-cabardino e da jumenta Cotentin.[carece de fontes?]

## História
Há documentações de burros em Cotentin desde o século XVI. Uma associação de criadores, a Association de l'âne du Cotentin, foi formada em 1995 e, desde 1997, quando a raça foi oficialmente reconhecida pelo Ministério da Agricultura e pelo Haras Nationaux, a associação passou a manter um stud book para a raça.
Os jumentos Cotentin são criados principalmente na Baixa Normandia, mas também podem ser encontrados em mais da metade dos departamentos franceses, ainda por cima no noroeste francês. Em 2001, estimou-se que o número de indivíduos estava entre 650–700. Em 2011 havia 107 criadores e 140 novos registros no stud book, aproximadamente um quarto de todos os jumentos registrados naquele ano.